# Вілберт Гіллер
Вілберт Гіллер (англ. Wilbert Hiller, 11 травня 1915, Кіченер — 12 листопада 2005, Глендейл) — канадський хокеїст, що грав на позиції крайнього нападника.
Помер від серцевої недостатності в 2005 році.

## Ігрова кар'єра
Професійну хокейну кар'єру розпочав 1938 року.
Протягом професійної клубної ігрової кар'єри, що тривала 10 років, захищав кольори команд «Бостон Брюїнс», «Детройт Ред-Вінгс», «Нью-Йорк Рейнджерс» та «Монреаль Канадієнс».

## Тренерська робота
Два сезону був головним тренером «Лос-Анджелес Кінгс» (ТХЛ).

## Нагороди та досягнення
- Володар Кубка Стенлі в складі «Нью-Йорк Рейнджерс» — 1940.
- Володар Кубка Стенлі в складі «Монреаль Канадієнс» — 1946.

## Статистика
| Сезон        | Клуб                 | Ліга         | Регулярний сезон | Регулярний сезон | Регулярний сезон | Регулярний сезон | Регулярний сезон | Плей-оф | Плей-оф | Плей-оф | Плей-оф | Плей-оф |
| Сезон        | Клуб                 | Ліга         | І                | Г                | П                | О                | ШХ               | І       | Г       | П       | О       | ШХ      |
| ------------ | -------------------- | ------------ | ---------------- | ---------------- | ---------------- | ---------------- | ---------------- | ------- | ------- | ------- | ------- | ------- |
| 1937–1938    | «Нью-Йорк Рейнджерс» | НХЛ          | 8                | 0                | 1                | 1                | 2                | 1       | 0       | 0       | 0       | 0       |
| 1938–1939    | «Нью-Йорк Рейнджерс» | НХЛ          | 48               | 10               | 19               | 29               | 22               | 7       | 1       | 0       | 1       | 9       |
| 1939–1940    | «Нью-Йорк Рейнджерс» | НХЛ          | 48               | 13               | 18               | 31               | 57               | 12      | 2       | 4       | 6       | 2       |
| 1940–1941    | «Нью-Йорк Рейнджерс» | НХЛ          | 44               | 8                | 10               | 18               | 20               | 3       | 0       | 0       | 0       | 0       |
| 1941–1942    | «Детройт Ред-Вінгс»  | НХЛ          | 7                | 0                | 0                | 0                | 0                |         |         |         |         |         |
| 1941–1942    | «Бостон Брюїнс»      | НХЛ          | 43               | 7                | 10               | 17               | 19               | 5       | 0       | 1       | 1       | 0       |
| 1942–1943    | «Бостон Брюїнс»      | НХЛ          | 3                | 0                | 0                | 0                | 0                |         |         |         |         |         |
| 1942–1943    | «Монреаль Канадієнс» | НХЛ          | 39               | 8                | 6                | 14               | 4                | 5       | 1       | 0       | 1       | 4       |
| 1943–1944    | «Нью-Йорк Рейнджерс» | НХЛ          | 50               | 18               | 22               | 40               | 15               |         |         |         |         |         |
| 1944–1945    | «Монреаль Канадієнс» | НХЛ          | 48               | 20               | 16               | 36               | 20               | 6       | 1       | 1       | 2       | 4       |
| 1945–1946    | «Монреаль Канадієнс» | НХЛ          | 45               | 7                | 11               | 18               | 4                | 9       | 4       | 2       | 6       | 2       |
| Усього в НХЛ | Усього в НХЛ         | Усього в НХЛ | 383              | 91               | 113              | 204              | 163              | 48      | 9       | 8       | 17      | 21      |